# Sucrea monophylla
Sucrea monophylla là một loài thực vật có hoa trong họ Hòa thảo. Loài này được Soderstr. miêu tả khoa học đầu tiên năm 1981.

## Hình ảnh

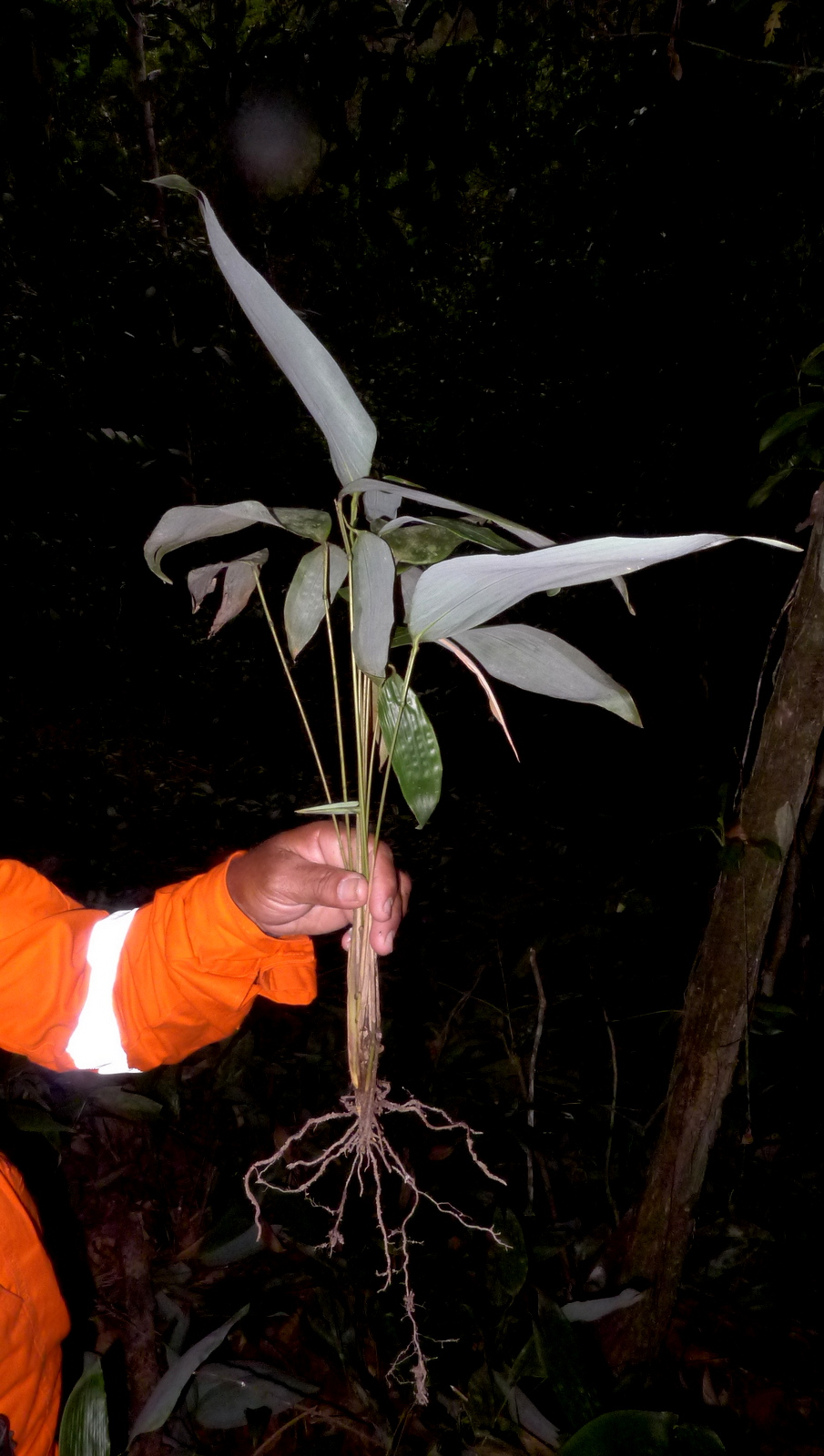
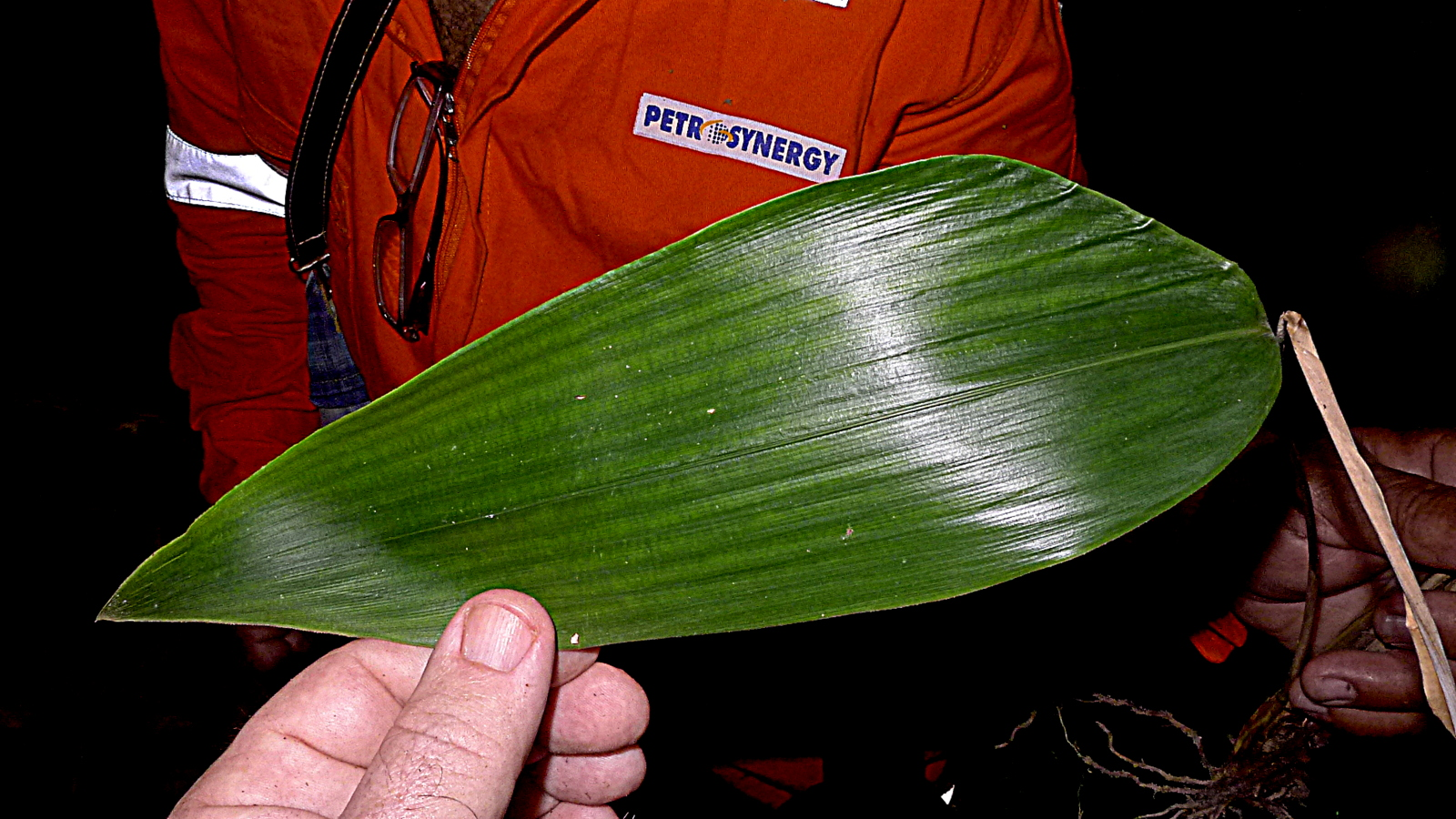
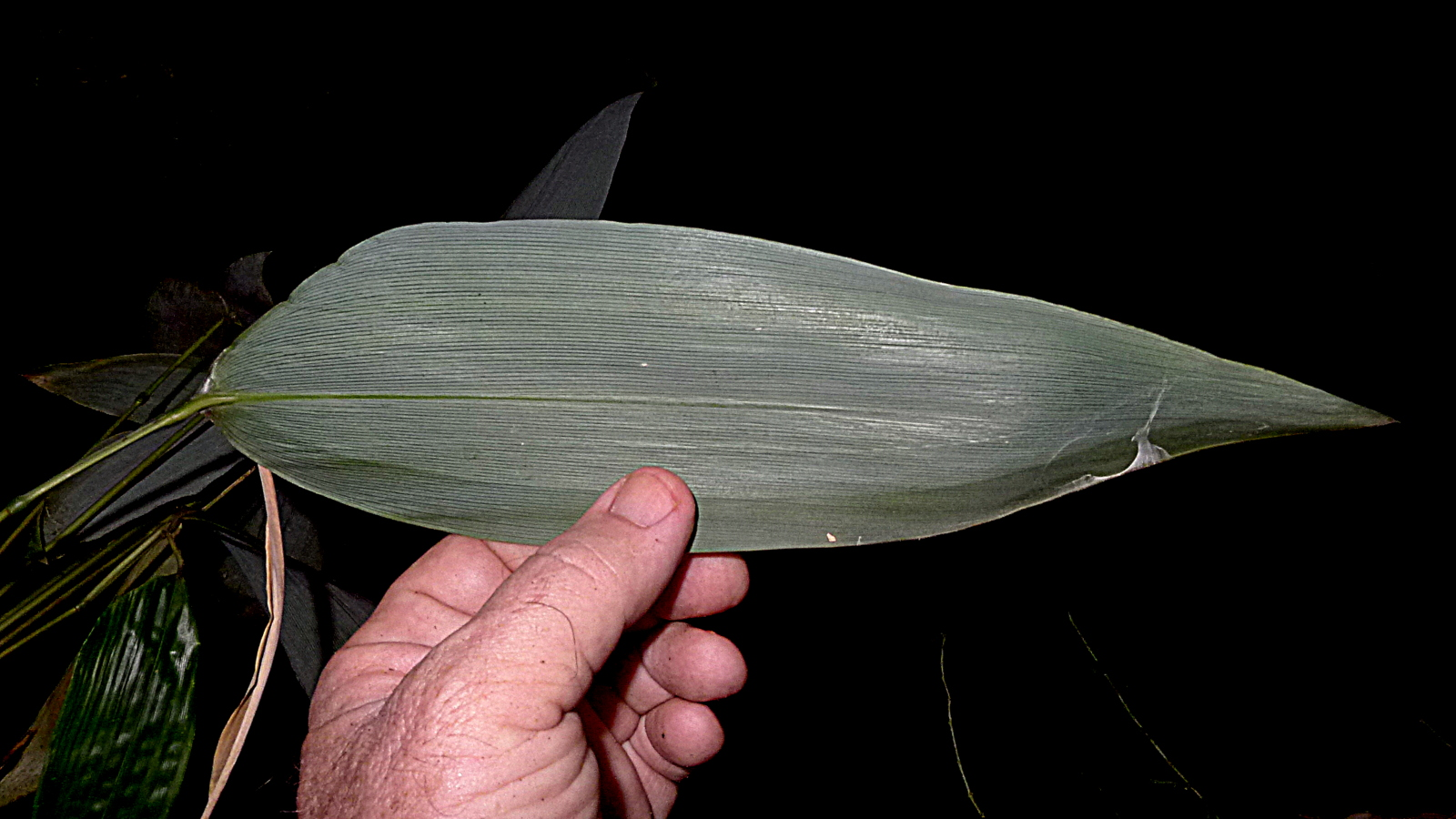
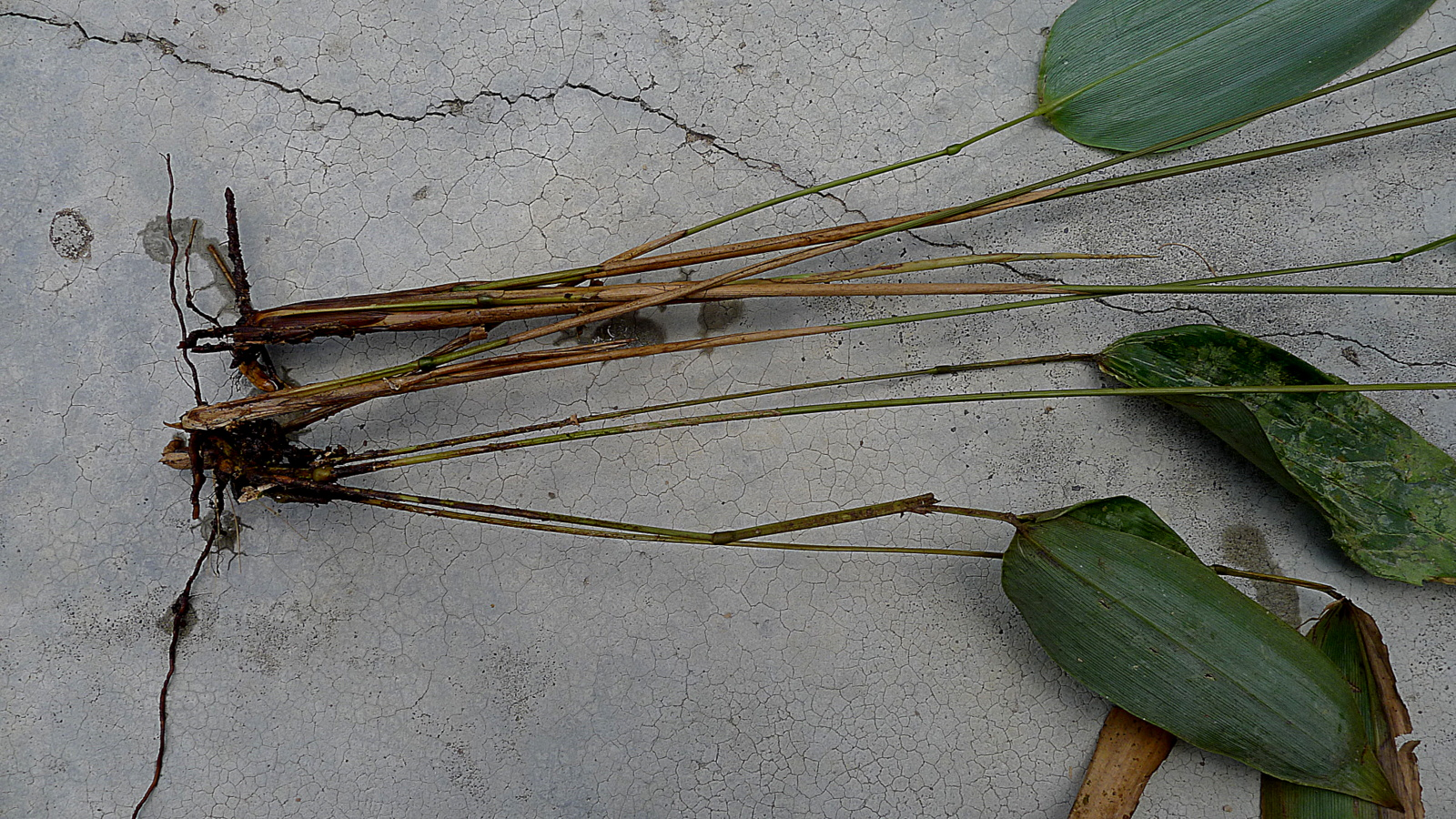